# Vasil'evskij Moch
Vasil'evskij Moch (in russo Васильевский Мох?) è un insediamento di tipo urbano della Russia europea, situato nell'oblast' di Tver', nel Kalininskij rajon.
Si trova 18 km a nord di Tver'.